# Никольско-Бурлукское
Никольско-Бурлукское (каз. Никольско-Бурлукское) — село в Айыртауском районе Северо-Казахстанской области Казахстана. Входит в состав Казанского сельского округа. Код КАТО — 593245680.

## Население
В 1999 году население села составляло 419 человек (192 мужчины и 227 женщин). По данным переписи 2009 года, в селе проживало 400 человек (201 мужчина и 199 женщин).